# غي وانغ
غي وانغ (بالإنجليزية: Ge Wang)‏ هو عالم حاسوب ومهندس أمريكي، ولد في 2 نوفمبر 1977 في بكين في الصين.

## وصلات خارجية
- الموقع الرسمي